# Bouvardia gracilipes
Bouvardia gracilipes är en måreväxtart som beskrevs av Benjamin Lincoln Robinson. Bouvardia gracilipes ingår i släktet Bouvardia och familjen måreväxter. Inga underarter finns listade i Catalogue of Life.